# Toyota TS050 Hybrid
Toyota TS050 Hybrid – гоночный автомобиль, разработанный по правилам прототипов Ле-Мана 2016 года на FIA WEC. Автомобиль является преемником Toyota TS040 Hybrid, который соревновался как в сезонах FIA WEC 2014, так и в 2015 году. Toyota TS050 Hybrid был представлен на гоночной трассе Поль Рикар 24 марта 2016 года по двухлетней производственной политике Toyota. Двигатель – твин-турбо бензиновый 2.4L, в то время как два предыдущих автомобиля использовали безнаддувный бензиновый V8. Он оснащен гибридной системой на 8 мегаджоулей, в которой используются литий-ионные аккумуляторы. Пилоты, тестировавшие автомобиль: Сэм Берд, Томас Лоран, Пипо Дерани и четырёхкратный чемпион 24 часов Ле-Мана Янник Дальмас.

## Начало производства
24 марта 2016 года автопроизводитель Toyota публично представила TS050 на гоночной трассе Поль Рикар. По сравнению с предыдущим автомобилем, Toyota TS040 Hybrid, автомобиль претерпел ряд изменений: безнаддувный 3,7-литровый двигатель V8 был заменен новым 2,4-литровым двигателем V6 с двойным турбонаддувом. В дополнение к этому, система накопления энергии Capacitor Hybrid была заменена новой литий-ионной батареей, и автомобиль перешёл в подкласс 8 мегаджоулей в LMP1-Hybrid. Первоначальные фотографии показали, что в автомобиле использовалась концепция подвески, похожая на ту, которая использовалась ранее в Toyota TS040, двойной рычаг, с внутренними компонентами, приводимыми в действие толкателем, в паре с торсионными балками. По сравнению с Toyota TS040 нос также был поднят, что характерно для его конкурентов, Audi R18 и Porsche 919 Hybrid, у которых находятся большие отверстия под носом и расположены элементы для настройки воздушного потока.

## История выступлений

### 24 часа Ле-Мана 2016
Автомобили Toyota заняли 3-е и 4-е места после двух гибридов Porsche 919. Автомобиль Porsche 919 вышел на первое место, создав, казалось бы, неизбежную победу, которая станет для производителя первой, после четырёх предыдущих побед на 2-м месте в 1992, 1994, 1999 и 2013 годах. Когда гонка подошла к концу, Toyota № 5 опередила Porsche № 2.
Когда осталось 6 минут 30 секунд до конца гонки, разрыв между лидером № 5 Toyota и Porsche № 2 был 1 минута 14 секунд. Примерно в это же время прослушанные радиопереговоры, совершенные Кадзуки Накадзимой, показали, что № 5 испытывает серьёзную потерю мощности при ускорении, о чём свидетельствует № 2, быстро догоняющий его. За 4 минуты 30 секунд разрыв сократился до 37,580 секунд, и команда Toyota должна была решить, позвать свой автомобиль в боксы или оставить его на гоночной трассе. Команда решила оставить машину на трассе, и Накадзима должен был остановить машину, но остановил её сразу перед линией «старт/финиш», так как мощность машины № 5 полностью исчезла, а до конца гонки осталось 3 минуты 25 секунд. Porsche № 2 прошёл его несколько секунд спустя, чтобы претендовать на LMP1 и общее лидерство в том, что оказалось последним кругом гонки.
Накадзима держал машину № 5, стоявшую сразу перед линией «старт/финиш», пока гонка официально не закончилась, а затем подтолкнул машину вперед на той скорости, которой он смог достичь, чтобы завершить последний круг. Официально для завершения последнего круга гонки потребовался автомобиль № 5 Toyota, который проехал круг за 11:53,815, который превысил максимально допустимое время круга в шесть минут. Это привело к тому, что автомобиль № 5 не был классифицирован в результатах гонки и не получил ни одного очка чемпионата.

### 24 часа Ле-Мана 2017
Впервые с тех пор, как Toyota присоединились к 24 часам Ле-Мана в 2012 году, Toyota объявила, что в 2017 году в Ле-Мане будет участвовать 3 автомобиля. Третий автомобиль будет вести полу-пенсионер Toyota Стефан Сарразин, чемпион Супер-Формулы Юдзи Кунимото и Николя Лапьер.
15 июня 2017 года Toyota TS050, управляемая Камуи Кобаяси, установила время круга 3:14.791 во время квалификационной сессии для 24 часов Ле-Мана. Это самый быстрый круг, когда-либо установленный на трассе Сарта, после того, как шиканы были добавлены на прямой Мюльсанн в 1990 году.
Первую половину гонки Toyota уверенно лидировала, но ночью со всеми тремя TS050 Hybrid произошла необычная череда происшествий, из-за чего Porsche вышла в лидеры. До финиша после длительного ремонта добрался лишь TS050 Hybrid №8.

### 24 часа Ле-Мана 2018
После победы в гонке 24 часа Ле-Мана Toyota стали вторым японским автопроизводителем, выигравшим 24 часа Ле-Мана после Mazda в 1991 году с Mazda 787B. В Сильверстоуне Toyota были дисквалифицированы после того, как закончили 1-2.

### 24 часа Ле-Мана 2019
Toyota финишировали первыми в Фудзи, Шанхае, Себринге и 24 часах Ле-Мана.